# Sibútad
Sibútad es un municipio de Cuarta Clase de la provincia en Zamboanga del Norte, Filipinas. De acuerdo con el censo del 2000, tiene una población de 15,635 en 3,444 hogares. 

## Barangayes
Sibútad está políticamente subdividido en 16 barangayes.
| - Bagacay - Calilic - Calube - Delapa - Kanim - Libay - Magsaysay - Marapong | - Minlasag - Oyán - Panganuran - Población - Sawang - Sibuloc - Sinipay - Sipaloc |